# Альтернативные издержки

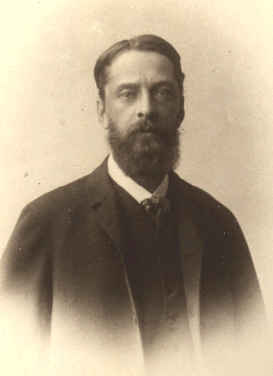
Фридрих фон Визер ввёл в экономическую науку термины «альтернативные издержки»

Альтернативные издержки, издержки упущенной выгоды или издержки альтернативных возможностей (англ. opportunity cost) — экономический термин, обозначающий упущенную выгоду (в частном случае — прибыль, доход) в результате выбора одного из альтернативных вариантов использования ресурсов и, тем самым, отказа от других возможностей. Величина упущенной выгоды определяется полезностью наиболее ценной из отброшенных альтернатив. Альтернативные издержки — неотделимая часть любого принятия решений. Термин был введён австрийским экономистом Фридрихом фон Визером в монографии «Теория общественного хозяйства» в 1914 году.
Альтернативные издержки могут выражаться как натурально (в товарах, от производства или потребления которых пришлось отказаться), так и в денежном эквиваленте этих альтернатив. Также альтернативные издержки можно выразить в часах времени (упущенного времени с точки зрения его альтернативного использования).
Теория альтернативных издержек описана в монографии «Теория общественного хозяйства» 1914 года. Согласно ей:
- производительные блага представляют собой будущее. Их ценность зависит от ценности конечного продукта[1];
- ограниченность ресурсов определяет конкурентность и альтернативность способов их использования[2];
- издержки производства имеют субъективный характер и зависят от альтернативных возможностей, которыми приходится жертвовать при производстве некоего блага[2];
- действительная стоимость (полезность) любой вещи есть недополученные полезности других вещей, которые могли быть произведены с помощью ресурсов, истраченных на производство данной вещи. Данное положение известно также как закон Визера[1][2];
- вменение осуществляется на основе альтернативных издержек — издержек утраченных возможностей[2].

Вклад теории альтернативных издержек фон Визера в экономическую науку состоит в том, что она является первым описанием принципов эффективного производства.
Альтернативные издержки субъективны: они оцениваются лицом, которое делает выбор и специфичны для условий, в которых приходится выбирать. Из нескольких альтернатив в расчёт обычно принимается оценка наиболее ценной из отвергнутых альтернатив..
Альтернативные издержки не являются расходами в бухгалтерском понимании; они всего лишь экономическая конструкция для учёта упущенных альтернатив.

## Оценка стоимости альтернативных издержек
Стоимость альтернативных издержек не является суммой всех доступных альтернатив, поскольку все эти альтернативы, в свою очередь, взаимно исключают друг друга. Стоимость альтернативных издержек ― это стоимость наиболее ценной издержки. Так, к примеру, стоимость альтернативной издержки при принятии городским советом решения построить больницу на свободном земельном участке будет равняться потере чистого дохода от использования земли, если бы на ней был возведён спортивный центр, или потере чистого дохода от использования земли для нужд парковки, или же той суммы денег, которую городской бюджет смог бы выручить, продав эту землю, ― в общем, стоимостью альтернативных издержек в этом случае будет тот вариант, который смог бы принести наибольшую прибыль, если бы им воспользовались. Соответственно, выбор такого варианта исключает все остальные возможности получения дохода и к стоимости альтернативных издержек они отношения не имеют.

## Пример
Если имеется два варианта инвестиций, А и Б, причём варианты взаимоисключающие, то при оценке доходности варианта А необходимо учитывать неполученный доход от непринятия варианта Б, как стоимость упущенной возможности, и наоборот.
Закончив медицинский колледж, Василиса может устроиться медсестрой на полный рабочий день в поликлинику, зарабатывая в месяц 60 000 рублей, или поступить в медицинский институт с годовой платой за обучение 360 000 рублей. Если Василиса поступит институт, то она сможет подрабатывать медсестрой в больнице (брать ночные дежурства) и зарабатывать в месяц 30 000 рублей. Каковы месячные альтернативные издержки выбора Василисы пойти учиться в институт?
Решение: Альтернативные издержки её выбора рассчитываются как сумма недополученного дохода и прямых затрат её выбора. В результате того, что Василиса пошла учиться, а не работать на полную ставку в поликлинику, она недополучила: 60 000 — 30 000 = 30 000 рублей в месяц. Кроме того, она вынуждена будет платить за обучение ежемесячно: 360 000/12 = 30 000 рублей. Таким образом, альтернативные издержки её выбора пойти учиться в институт составят 30 000 + 30 000 = 60 000 рублей в месяц, или 720 000 рублей в год.